# Nanohaloarchaea
Die Nanohaloarchaea sind eine Klasse winziger extrem halophiler („nanohalophiler“) Archaeen mit einem ebenfalls vergleichsweise kleinen Genom und begrenzten Stoffwechselfähigkeiten.

## Forschungsgeschichte
Nanohaloarchaeen (d. h. nanohalophile – extrem kleine, salzliebende Archaeen) sind in hypersalinen (stark salzhaltigen) Lebensräumen allgegenwärtig, die sie mit den größeren, ebenfalls extrem halophilen Haloarchaeen teilen.
Vertreter hat man per Metagenomik gefunden in verschiedenen hyper- und thalassosalinen Gewässern und Umgebungen auf der ganzen Erde, darunter
- der australische Lake Tyrrell – ein Salzsee in der Region „The Mallee“ im Nordwesten des Bundesstaates Victoria,
- spanische Salinen,[3]
- russische Natronseen,[4]
- kalifornische Salinen,[5] und
- chilenischer Halit.[6]

Über die Phylogenie und Taxonomie dieser Archaeen wurde lange gerätselt.
Es bildeten sich in Konkurrenz zueinander zwei Theorien zur Taxonomie dieser nanohalophilen Archaeen heraus:
1. Es könnte sich um ein eigenständiges Phylum (Stamm) „Nanohaloarchaeota“ innerhalb des Superphylums DPANN (Diapherotrites, Parvarchaeota, Aenigmarchaeota, Nanoarchaeota, Nanohaloarchaeota) handeln.[10][11] Zusammen mit halophilen Bakterien und anderen Haloarchaeen ist DPANN in Salzseen und Salzpfannen auf der ganzen Welt zu finden.
2. Es könnte sich aber auch nur um eine Klasse „Nanohaloarchaea“ und Schwestergruppe der Haloarchaea innerhalb des (Super-)Phylums Euryarchaeota handeln; diese beiden Euryarchaeota-Gruppen werden zusammen mit anderen gelegentlich zur größeren „Stenosarchaea-Gruppe“ zusammengefasst.[1]

Die gegenwärtig von der List of Prokaryotic names with Standing in Nomenclature (LPSN) und der Taxonomie des National Center for Biotechnology Information (NCBI) aufgezeigte Lösung könnte darin liegen, dass diese Gruppe polyphyletisch ist.
Die Klasse „Nanohaloarchaea“ wird daher in diesen Taxonomien vom Rest des Phylums „Nanohaloarchaeota“ abgetrennt.
Während die „Nanohaloarchaea“ bei den Euryarchaeota (und dort evtl. in der „Stenosarchaea-Gruppe“) verortet werden, könnte der Rest des Phylums „Nanohaloarchaeota“ – die Klasse „Nanohalobia“ und einige bisher nicht weiter zugeordnete Vertreter – möglicherweise als namensgebender Teil bei den DPANN-Archaeen verbleiben, das ist aber nicht sicher.

## Beschreibung – Vorkommen – Genom
Unter den aus der Metagenomik vermuteten möglichen Vertreten der ausgegliederten Klasse befinden sich nach Informationen aus der Gendatenbank des NCBI Isolate
- aus hypersalinen Salzgärten bei Alicante, Spanien; Proben-Entnahme am 15. September 2009
- aus ebensolchen Anlagen bei Santa Pola, Provinz Alicante, Spanien; entnommen am 18. Juni 2010
- von den Bonneville Salt Flats, Tooele County, Utah, entnommen am 3. September 2016
- aus hypersalinen Seen an der Mittelmeerküste Israels bei Atlit (zw. Haifa und Tel Aviv-Jaffa), entnommen im Oktober 2018
- aus dem Toten Meer, entnommen am 25. Juli 2018
- vom Hikurangi Subduction Margin,[16]  vor der Nordinsel Neuseelands, entnommen 2018/2019
- bei Margherita di Savoia bei Bari, Apulien, Italien, entnommen im März 2016
- in der Atacama-Wüste, Chile, entnommen im Juni 2013

u. v. m.
Von den beiden Spezies (Arten) mit den vorläufigen Bezeichnungen Ca. Nanosalina sp. J07AB43 und Ca. Nanosalinarum sp. J07AB56, beide aus dem Lake Tyrrell (Australien), wurden von Priya Narasingarao et al. 2011 die vollständigen Genome sequenziert. Die Genomgröße beträgt jeweils etwa 1,2 Mbp (Megabasenpaare); die Zellgröße liegt bei etwa 0,6 μm – beide sind damit tatsächlich sehr klein.

## Etymologie
Der Name des Klasse „Nanohaloarchaea“ leitet sich ab von altgriechisch νᾶνος nanos, deutsch ‚klein‘, lateinisch nanus, „zwergig“; sowie ἅλς háls, deutsch ‚Salz‘, ‚Meer‘; das Suffix ‚-archaea‘ soll eine Archaeenklasse bezeichnen. „Nanohaloarchaea“ bezeichnet also eine Klasse salzliebender, kleiner (d. h. nanohalophiler) Archaeen.

## Systematik
Die hier beschriebene Klasse (Biologie) „Nanohaloarchaea“ wurde wie dargelegt jüngst aus dem Phylum Nanohaloarchaeota ausgegliedert und stattdessen den Euryarchaeota angegliedert (LPSN, NCBI), und dort nach NCBI-Taxonomie der Stenosarchaea-Gruppe.
In der graphischen Darstellung von LifeMap NCBI Version gehört abweichend zu NCBI selbst gehört die Klasse „Nanohaloarchaea“ zum Phylum „Candidatus Nanohaloarchaeota“, dieses aber zur Stenosarchaea-Gruppe innerhalb der Euryarchaeota, ebenso ist es bei UniProt.
In der graphischen Darstellung bei OneZoom sind alle Vertreter umgekehrt der DPANN-Gruppe zugeordnet.
Die Systematik der so „verschobenen“ Klasse „Nanohaloarchaea“ nach gegenwärtig akzeptierter Taxonomie (Stand Februar 2022) basiert im Wesentlichen auf folgenden Quellen:
- L – List of Prokaryotic Names with Standing in Nomenclature (LPSN)[13]
- N – National Center for Biotechnology Information (NCBI, Taxonomy Browser)[1]

In der „Stenosarchaea-Gruppe“ (N) innerhalb der Euryarchaeota (L,N)

- Klasse: „Candidatus Nanohaloarchaea“ oder „Nanohaloarchaea“ Narasingarao et al. 2012 (L,N)
  - Ordnung: „Nanosalinales“ Rinke et al. 2021[12] (nicht LPSN oder NCBI)
    - Familie: „Nanosalinaceae“ Rinke et al. 2021[12] (nicht LPSN oder NCBI)
      - Gattung: „Candidatus Haloredivivus“ Ghai et al. 2011 (L,N mit „Klade“ statt „Gattung“)
        - Spezies: Candidatus Haloredivivus sp. G17 (N)[20]

      - Gattung: „Candidatus Nanosalina“ Narasingarao et al. 2012 (L,N)
        - Spezies: Candidatus Nanosalina sp. J07AB43 (N)

      - Gattung: Gattung: „Candidatus Nanosalinicola“ corrig. Narasingarao et al. 2012 mit Schreibvariante „Candidatus Nanosalinarum“ Narasingarao et al. 2012 (N)
        - Spezies: Candidatus Nanosalinarum sp. J07AB56 (N), früher Candidatus Nanosalina sp. J07AB56 (N)

  - weitere Sämme der Nanohaloarchaea als mögliche Spezies ohne Ordnungs-, Familien- oder Gattungszuweisung mit vorläufiger Bezeichnung.[15] (N)